# Лави
Ла́ви — село в Україні, у Сосницькій селищній громаді Корюківського району Чернігівської області. Населення становить 604 осіб. До 2020 орган місцевого самоврядування — Лавська сільська рада.

## Історія
Археологи фіксують тут поселення юхновської культури і болотний городок 9-13 ст. Село відомо за поляків (виникло до 1666 р.). З 1691 р. відома сільська церква Покрови Богородиці. На початку 18 ст. - 13 дворів, школа, шпиталь і 4 шинки. Війт села Іван Федоренко, отаман козаків Гришко Безносченко. В описі 1754 року село Лави знаходиться на знатному урочищі болоті Іванча. Лави- це кладки на болоті. Іванча - назва давньоруського поселення.
Надано прихильнику І. Мазепи Ломиковському, а після поразки під Полтавою перейшло до володінь наказного гетьмана Павла Полуботка. Цікаво, що у 1753 р. в с. Лави і с.Баба було виявлено фальшиві іноземні гроші. У 1781 р. в селі налічувалася 171 хата, церква. 1810 р.- 742 ревізькі (чоловічі) душі.
1885 р. - 2117 жителів у 353 дворах, церква, школа, 3 постоялки, 2 лавки. За переписом 1897 р.- 434 двори, 2884 жителі, земська школа, кредитне товариство, ярмарка.
До кінця 19 ст. у селі зберігалося давнє вікове язичницьке гуляння, яке звалося «лавщина». На вигоні - майдані збиралися люди з усієї округи, гуляння було з ярмалкою, грали бандуристи, молоді люди вибирали своїх суджених. Якесь давнє ритуальне язичницьке дійство.
У радянські часи за селом був аеродром сільгоспавіації. Проживав у 2014 р. 401 житель.
Костирний Павло (1897 - 1982) архітектор, автор будівлі музею біля могили Т. Шевченка. Народився на кутку Костирівці.
Кутки – Костирівка, Майдан, Одуловка, курган – Могила, Лиса гора.
х. Степок (не існує). Було поле-урочище Степок.
с. Лозова (х.Лозовий). За переписом 1897 р. 10 дворів і 75 жителів у лісі. Нині у селі 20 господарств. 2014 р.- 22 жителі.
Кутки – Ткачівка, Хутір Ліси ( Великий ліс).
х. Гладомирівка. На початку 18 ст. - 4 двори. Хутір Голодимирівка і млин у 1732 р. належав бунчуковому товаришу Марковичу. У 1781 р. - 2 хати. За переписом 1897 р. - 1 двір, 8 жителів.
Входило до складу Сосницького полку.
Окупаційний сталінський режим провів мобілізацію молоді села Лави під час союзу з нацистами у 1939. Відтак на війну з Фінляндією потрапив уродженець села Лави Лука Іванович Сергієнко, 1912 р. н., українець, рядовий. Загинув 15 лютого 1940.
12 червня 2020 року, відповідно до розпорядження Кабінету Міністрів України № 730-р «Про визначення адміністративних центрів та затвердження територій територіальних громад Чернігівської області», увійшло до складу Сосницької селищної громади.
19 липня 2020 року, в результаті адміністративно-територіальної реформи та ліквідації Сосницького району, увійшло до складу Корюківського району Чернігівської області.

## Населення

### Мова
Розподіл населення за рідною мовою за даними перепису 2001 року:
| Мова       | Кількість | Відсоток |
| ---------- | --------- | -------- |
| українська | 596       | 98.68%   |
| російська  | 8         | 1.32%    |
| Усього     | 604       | 100%     |

## Відомі люди
Розумієнко Анатолій (1969—2022) —український військовослужбовець, учасник російсько-української війни.